# The Broken Tongue
The Broken Tongue - debiutancki album berlińskiego zespołu klezmerskiego Daniel Kahn & The Painted Bird, opublikowany po raz pierwszy w 2006 roku przez Chamsa Records, w 2009 roku wznowiony przez Oriente Musik. Oprócz tekstów autorskich Daniela Kahna album składa się z adaptacji tradycyjnych piosenek żydowskich oraz utworu autorstwa niemieckiego pisarza i dramaturga Bertolta Brechta.

## Lista utworów
| 1.  | "Beyze Vintn"                                                                    | 04:45 |
|     | - słowa: Avrom Reisen - muzyka: Mikhl Gelbart - angielski: Daniel Kahn           |       |
| 2.  | "The Broken Tongue"                                                              | 03:47 |
|     | - muzyka: Daniel Kahn - słowa: Daniel Kahn i Michael Alpert                      |       |
| 3.  | "Yesterday Is Buried (S’iz Nito Keyn Nekhtn)"                                    | 03:38 |
|     | - muzyka i słowa: trad. - angielski: Daniel Kahn                                 |       |
| 4.  | "Nakht Un Regn"                                                                  | 02:25 |
|     | - słowa: Mani Leyb - muzyka: Mikhl Gelbart                                       |       |
| 5.  | "Migrant Chorale"                                                                | 06:02 |
|     | - słowa: Daniel Kahn - muzyka: Daniel Kahn i David Symons                        |       |
| 6.  | "Ballad Of The “Judenhure” Marie Sanders"                                        | 03:08 |
|     | - słowa: Bertolt Brecht - muzyka: Hans Eisler                                    |       |
| 7.  | "Birch Meadow / Birkenau"                                                        | 03:49 |
|     | - słowa i muzyka: Daniel Kahn                                                    |       |
| 8.  | "Unter Di Khurves Fun Poyln"                                                     | 05:10 |
|     | - słowa: Itsik Manger - muzyka: Shoul Beresovsky                                 |       |
| 9.  | "Son Of Plenty"                                                                  | 02:09 |
|     | - słowa i muzyka: Daniel Kahn                                                    |       |
| 10. | "The Most Laementable Ballade of Edward The Young"                               | 08:46 |
|     | - słowa: Daniel Kahn - muzyka: Daniel Kahn i Michael Winograd                    |       |
| 11. | "Man Of Plenty"                                                                  | 02:54 |
|     | - słowa: Daniel Kahn - muzyka: trad. - aranżacja: Daniel Kahn i Michael Winograd |       |
| 12. | "The Silver Window"                                                              | 03:31 |
|     | - słowa: Daniel Kahn - muzyka: Daniel Kahn i Alan Bern                           |       |
|     |                                                                                  | 50:04 |
|     |                                                                                  |       |

## Zespół
- Daniel Kahn: głos, akordeon, pianino, gitara, ukulele
- Johannes Paul Gräßer: skrzypce
- Michael Tuttle: kontrabas
- Detlef Pegelow: perkusja, flugelhorn, mandolina
- Bert Hildebrandt: klarnet[2]